# The Australian/Vogel Literary Award
The Australian/Vogel Literary Award (Premio de Australia literario Vogel ) es un  premio literario anual, de Australia para manuscritos inéditos de escritores menores de 35 años. El dinero del premio, actualmente A $ 20.000, es el premio más caro y de mayor prestigio, para un manuscrito no publicado en Australia. Las bases del concurso incluyen que el trabajo del ganador se publica por la editorial Allen y Unwin.
El premio fue iniciado en 1979 por Niels Stevns y es una colaboración entre el The Australian, la editorial Allen & Unwin, y Stevns & Co. Pty Ltd. Stevns, fundador de la compañía que hace el pan Vogel, llamado el premio así, en honor del naturópata suizo Alfred Vogel.

## Ganadores
- 2016 – Katherine Brabon, The Memory Artist
- 2015 – Murray Middleton, When There’s Nowhere Else to Run
- 2014 – Christine Piper, After Darkness
- 2013 – Desierto
- 2012 – Paul D. Carter, Eleven Seasons
- 2011 – Rohan Wilson, The Roving Party
- 2009 – Kristel Thornell, Night Street and Lisa Lang, Utopian Man
- 2008 – Andrew Croome, Document Z
- 2007 – Stefan Laszczuk, I Dream of Magda
- 2006 – Belinda Castles, The River Baptists
- 2005 – Andrew O'Connor, Tuvalu
- 2004 – Julienne van Loon, Road Story
- 2003 – Nicholas Angel, Drown Them in the Sea and Ruth Balint, Troubled Waters
- 2002 – Danielle Wood, The Alphabet of Light and Dark
- 2001 – Sarah Hay, Skins y Catherine Padmore, Sibyl's Cave
- 2000 – Stephen Gray (novelista), The Artist is a Thief
- 1999 – Hsu-Ming Teo, Love and Vertigo
- 1998 – Jennifer Kremmer, Pegasus in the Suburbs
- 1997 – Eva Sallis, Hiam
- 1996 – Bernard Cohen, The Blindman's Hat
- 1995 – Richard King, Kindling Does For Firewood
- 1994 – Darren Williams, Swimming In Silk
- 1993 – Helen Demidenko, The Hand That Signed the Paper
- 1992 – Fotini Epanomitis, The Mule's Foal
- 1991 – Andrew McGahan, Praise
- 1990 – Gillian Mears, The Mint Lawn
- 1989 – Mandy Sayer, Mood Indigo
- 1988 – Tom Flood, Oceana Fine
- 1987 – Jim Sakkas, Ilias
- 1986 – Robin Walton, Glace Fruits
- 1985 – Desierto
- 1984 – Kate Grenville, Lilian's Story
- 1983 – Jenny Summerville, Shields Of Trell
- 1982 – Brian Castro, Birds of Passage y Nigel Krauth, Matilda, My Darling
- 1981 – Chris Matthews, Al Jazzar y Tim Winton, An Open Swimmer
- 1980 – Archie Weller, The Day Of The Dog (Weller fue inicialmente segundo por detrás de Paul Radley, que fue descalificado después de admitir que este manuscrito fue escrito por su tío, que también era mayor de 35 años.[2])